# Longicyatholaimus marilyniae
Longicyatholaimus marilyniae är en rundmaskart som beskrevs av Stephen Donald Hopper 1972. Longicyatholaimus marilyniae ingår i släktet Longicyatholaimus och familjen Cyatholaimidae. Artens utbredningsområde är Biscayabukten i norra Atlanten. Inga underarter finns listade i Catalogue of Life.